# 夕暮れに手をつなぐ
もしかして
- 夕暮れに、手をつなぐ

ではありませんか？